# 黃重諺
黃重諺（1971年—），中華民國政治人物，民主進步黨籍，中國文化大學國貿系畢業、東吳大學政治研究所肄業，現任國家安全會議諮詢委員，曾任立委陳其邁助理、行政院發言人辦公室秘書、總統府副秘書長辦公室諮議、民進黨青年部主任、民進黨政策委員會副執行長、民進黨新聞部主任、總統府發言人、總統蔡英文辦公室主任、總統府副秘書長等職務。

## 總統府發言人
- 2017年6月24日，四川發生山崩意外，總統府發言人黃重諺表達深刻關切與慰問之意，並表示台灣願意全力提供協助。
- 2017年2月16日，前行政院人事行政局局長陳庚金出席全國公教軍警暨退休人員聯合總會因不滿年金改革政策於會議中呼籲軍公教人員「能撈就撈、能混就混」，總統府發言人黃重諺反問陳庚金：「他是在講海鮮嗎？」，不直接批評對方的主張[6]。

## 爭議
- 2016年5月20日，黃重諺甫就職總統府發言人，被立委陳學聖質疑其在民進黨官方網站上的學歷「東吳大學政治研究所碩士」為造假。黃重諺受訪則表示，他從未自稱碩士，他的人事資料都是寫研究所肄業，可能是以前文宣部同仁誤植[7]。
- 2017年8月2日，黃重諺在臉書發文，對於新北市市長朱立倫針對政府機關節電措施的疑慮，反駁稱朱立倫的反射動作「有點中二」[8]。之後黃重諺又在網路名人「A濫」林雅強的臉書下留言「不是中二，那國三可以吧」[9]。
- 2019年2月18日，黃重諺在臉書上發文稱「土包子喝醉，只會變成喝醉的土包子」，被指暗諷深夜在酒吧直播時批評蔡英文政府的高雄市市長韓國瑜，用詞不當，引發爭議[10]。
- 2024年8月，台裔美國人學者暨蔡英文論文門《獨立調查報告》作者林環牆披露，2019年9月16日蔡英文透過黃重諺發出總統府電子郵件給倫敦政經學院諮詢服務經理Clive Wilson，建議倫敦政經學院控告他、賀德芬與彭文正；次日Clive Wilson回覆總統府，稱倫敦政經學院「對法律訴訟的提議並沒有興趣」[11]。

## 家族
- 叔公是黃燦銖，於日治時代隨日本商社到法屬印度支那拓殖，戰後娶當地世家女子阮金雲為妻，官拜越南共和國（南越）陸軍中校。1975年，越南民主共和國（北越）統一越南全境，黃燦銖被勞改囚禁11年後才獲准離境，移居丹麥10年後，才又回越南定居。[12]
- 現任臺南市市長黃偉哲、國防安全研究院軍事戰略暨產業研究所所長蘇紫雲是其堂兄，名嘴黃智賢則是其堂姊。[13]

## 榮譽

### 中華民國勳章獎章
- 二等景星勳章（2024年5月13日於總統府頒授）[14]

## 外部連結
- 黃重諺的Facebook專頁

| 中華民國政府職務 | 中華民國政府職務                                    | 中華民國政府職務 |
| ---------------- | --------------------------------------------------- | ---------------- |
| 中華民國總統府   |                                                     |                  |
| 前任： 李俊俋    | 中華民國總統府副秘書長 2022年7月18日－2024年5月20日 | 繼任： 何志偉    |